# Condado de Kingfisher
El condado de Kingfisher (en inglés: Kingfisher County), fundado en 1890, es un condado del estado estadounidense de Oklahoma. En el año 2000 tenía una población de 13.926 habitantes con una densidad de población de 6 personas por km². La sede del condado es Kingfisher.

## Geografía
Según la oficina del censo el condado tiene una superficie total de 2346 km² (905,8 mi²), de los que 2339 km² (903,1 mi²) son tierra y 8 km² (3,1 mi²) (0,33%) son agua.

### Condados adyacentes
- Condado de Garfield - norte
- Condado de Logan - este
- Condado de Canadian - sur
- Condado de Blaine - oeste
- Condado de Major - noroeste
- Condado de Oklahoma - sureste

### Principales carreteras y autopistas
- U.S. Autopista 81
- Carretera Estatal 3
- Carretera Estatal 33
- Carretera Estatal 51
- Carretera Estatal 132

## Demografía
Según el censo del 2000 la renta per cápita media de los habitantes del condado era de 36.676 dólares y el ingreso medio de una familia era de 43.242 dólares. En el año 2000 los hombres tenían unos ingresos anuales 30.918 dólares frente a los 19.819 dólares que percibían las mujeres. El ingreso por habitante era de 18.167 dólares y alrededor de un 10,80% de la población estaba bajo el umbral de pobreza nacional.

## Ciudades y pueblos
- Cashion
- Dover
- Hennessey
- Kingfisher
- Loyal
- Okarche
- Piedmont